# Hans Bernhard Graf von Schweinitz
Hans Bernhard Rudolf Graf von Schweinitz und Krain, Freiherr von Kauder (* 3. Juli 1926 in Liegnitz, Provinz Niederschlesien; † 16. Juli 2008 in Bad Neuenahr-Ahrweiler) war ein deutscher Ministerialbeamter, Politiker und Schriftsteller.

## Leben

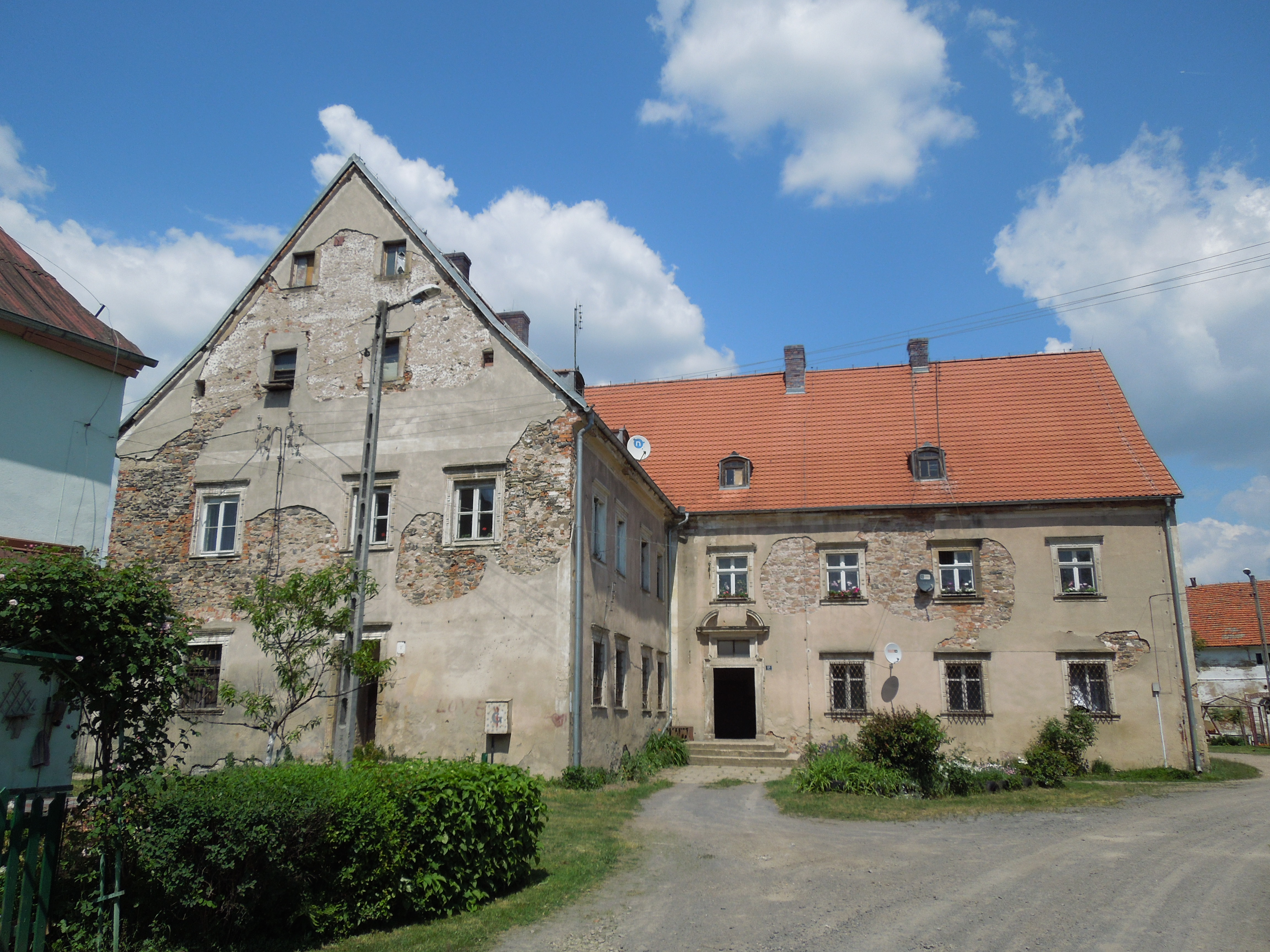
Das ehemalige Krayner Schloss der Grafen von Schweinitz, 2012

Graf Schweinitz entstammte dem schlesischen Adelsgeschlecht von Schweinitz. Er war der Sohn von Hans Karl Graf von Schweinitz (* 4. November 1878; † 4. September 1926) und dessen Ehefrau Hortense Oettner (7. Januar 1888; † 14. Juli 1926), verlor also kurz nach der Geburt seine Eltern und wuchs in Liegnitz auf.
Nach einer Grundausbildung durch Hauslehrer besuchte er ab 1936 die Ritterakademie zu Liegnitz und ab 1938 die Realgymnasien Liegnitz und Wohlau. Die Einberufung zum Kriegsnotdienst erfolgte 1943, im folgenden Jahr der Einsatz bei der Wehrmacht und damit die Teilnahme am Zweiten Weltkrieg. Nach seiner Entlassung aus amerikanischer Kriegsgefangenschaft 1946 konnte er das Abitur in Korntal ablegen. Im Jahr 1947 begann er das Studium der Neuen Geschichte, des Staatsrechts und der Politischen Wissenschaften in Tübingen und konnte dies 1953 mit der Promotion bei Hans Rothfels abschließen.
Im Jahr 1982 heiratete er Hedwig Hörsch aus Ahrweiler.
Graf von Schweinitz starb am 16. Juli 2008 und wurde auf dem Ahrtor-Friedhof in Bad Neuenahr-Ahrweiler beerdigt.
Unterlagen zu seinen Tätigkeiten liegen im Archiv für Christlich-Demokratische Politik der Konrad-Adenauer-Stiftung in Sankt Augustin.

## Berufliche Tätigkeiten
Graf Schweinitz begann seine berufliche Tätigkeit 1953 bei der damaligen Bundesstelle für Außenhandelsinformation in Köln. Dort wurde er 1957 Leiter des EWG-Referates. Von 1959 bis 1978 war er beim Presse- und Informationsamt der Bundesregierung in Bonn tätig. Er war persönlicher Referent und Redenschreiber der Bundeskanzler Konrad Adenauer, Ludwig Erhard und Kurt Georg Kiesinger. Im Jahr 1963 war er für die Organisation der Presse beim Besuch von US-Präsident John F. Kennedy in Deutschland verantwortlich. Graf von Schweinitz war Begründer der regelmäßigen Abgeordneten-Besuchsfahrten von Bürgern aus den jeweiligen Wahlkreisen (damals „Bonn-Fahrten“). Er entwarf u. a. die Abschiedsrede von Ludwig Erhard vor dem Bundestag oder die Weihnachtsansprache des Bundeskanzlers 1968.
Von 1978 bis 1991 war er im Bundesverteidigungsministerium tätig und dort im Informations- und Pressestab Leiter des Referates Nachwuchswerbung der Bundeswehr. Unter seiner Leitung wurde u. a. der Slogan „Eine starke Truppe“ entwickelt. Darüber hinaus war er für die Big Band der Bundeswehr verantwortlich.
Nach seiner Pensionierung arbeitete er ab 1993 mehrere Jahre in einer Werbeagentur in Wesseling.
Graf von Schweinitz war auch umfangreich als Autor tätig. Veröffentlichungen finden sich beim WDR und bei der Heilbronner Stimme. In den 1960er Jahren schrieb er eine Wochenkolumne für den Materndienst von Inter Nationes.

## Politik
Graf Schweinitz war seit 1972 Mitglied der CDU. Zur Bundestagswahl 1976 bewarb er sich als Direktkandidat im Bundestagswahlkreis Rheinisch-Bergischer Kreis. Nach der Nominierung durch seinen Ortsverband in Köln-Porz unterlag er allerdings dem späteren Bundestagsabgeordneten Franz Heinrich Krey. Der als „liberal eingestellte Christ“ bezeichnete Graf Schweinitz sah bei der CDU ein Defizit gegenüber dem liberalen Element.
1975 wurde Schweinitz als stellvertretender Vorsitzender in den Vorstand der CDU Porz gewählt.